# Sü I-fan
Sü I-fan (čínsky pchin-jinem Xú Yīfān, znaky tradiční 徐一幡, (* 8. srpna 1988 Tchien-ťin) je čínská profesionální tenistka hrající levou rukou. Ve své dosavadní kariéře na okruhu WTA Tour vyhrála čtrnáct deblových turnajů a jeden v rámci série WTA 125. Na okruhu ITF získala jeden titul ve dvouhře a dvacet jedna ve čtyřhře.
Na žebříčku WTA byla ve dvouhře nejvýše klasifikována v červenci 2015 na 148. místě a ve čtyřhře pak v lednu 2020 na 7. místě. Trénuje ji Alice Han Carlssonová.
S Kanaďankou Gabrielou Dabrowskou se probojovala do finále čtyřhry ve Wimbledonu 2019, v němž nestačily na Barboru Strýcovou se Sie Šu-wej.
V čínském týmu Billie Jean King Cupu debutovala v roce 2019 utkáním základního bloku 1. skupiny asijsko-oceánské skupiny proti Pacifické Oceánii, v němž s Čeng Saj-saj vyhrála čtyřhru. Číňanky zvítězily 3:0 na zápasy. Do srpna 2024 v soutěži nastoupila k dvanácti mezistátním utkáním s bilancí 0–0 ve dvouhře a 9–3 ve čtyřhře.
Čínu reprezentovala na Letních olympijských hrách 2016 v Riu de Janeiru, kde nastoupila do ženské čtyřhry s Čeng Saj-saj. Po výhře nad Ukrajinkami Ljudmylou a Nadijou Kičenokovými soutěž opustily ve druhém kole, když nestačily na italský pár Sara Erraniová a Roberta Vinciová.

## Tenisová kariéra
První ženský turnaj na okruhu ITF odehrála v roce 2001 v Čínské lidové republice. Premiérovou událostí na okruhu WTA Tour se v hlavní soutěži stal pekingský China Open 2007, kde jako kvalifikantka vypadla v úvodním kole s krajankou Pcheng Šuaj. V deblové soutěži pekingského turnaje postoupila s Chan Sin-jün do finále, kde podlehly tchajwanské dvojici Čuang Ťia-žung a Sie Šu-wej. O rok později se stejnou spoluhráčkou znovu odešly jako poražené finalistky z China Open 2008, když nestačily na pár Anabel Medinaová Garriguesová a Caroline Wozniacká.
Na zářijovém Guangzhou International Women's Open 2011, probíhajícím v Kantonu, postoupila také z kvalifikace. V první fázi však skončila na raketě Lucemburčanky Mandy Minellaové.
Na nejvyšší grandslamové úrovni se po boku Kazašky Zariny Dijasové probojovala do čtvrtfinále ženské čtyřhry US Open 2014, v němž narazily na třetí nasazenou dvojici Cara Blacková a Sania Mirzaová. Po ztrátě úvodního setu zápas skrečovaly pro zranění Dijasové.
Premiérový titul na okruhu WTA Tour získala na zářijovém KDB Korea Open 2013, konaném na tvrdých dvorcích v Soulu, když s Tchajwankou Čan Ťin-wej ovládly deblovou soutěž. V úvodním kole vyřadily druhý nasazený pár Kimiko Dateová a Julia Görgesová. Ve finálovém duelu pak zdolaly turnajové jedničky Raquel Kopsovou-Jonesovou s Abigail Spearsovou po dvousetovém průběhu 7–5, 6–3.
Druhou deblovou trofej přidala ze série WTA 125K, v níž vyhrála s Japonkou Misaki Doiovou čtyřhru na nankingském Ladies Open 2013 po finálovém vítězství nad Švedovovou a Čang Šuaj. Po boku krajanky Čeng Saj-saj získala tituly na stanfordském Bank of the West Classic 2015 a v říjnu na Tianjin Open 2015, probíhajícím v Tchien-ťinu.

## Finále na Grand Slamu

### Ženská čtyřhra: 2 (0–2)
| Stav       | rok  | turnaj    | povrch | spoluhráčka        | soupeřky ve finále                  | výsledek |
| ---------- | ---- | --------- | ------ | ------------------ | ----------------------------------- | -------- |
| Finalistka | 2019 | Wimbledon | tráva  | Gabriela Dabrowská | Barbora Strýcová Sie Šu-wej         | 2–6, 4–6 |
| Finalistka | 2020 | US Open   | tvrdý  | Nicole Melicharová | Laura Siegemundová Věra Zvonarevová | 4–6, 4–6 |

### Smíšená čtyřhra: 1 (0–1)
| Stav      | rok  | turnaj    | povrch | spoluhráč     | soupeři ve finále              | výsledek            |
| --------- | ---- | --------- | ------ | ------------- | ------------------------------ | ------------------- |
| Finalista | 2023 | Wimbledon | tráva  | Joran Vliegen | Mate Pavić Ljudmyla Kičenoková | 4–6, 7–6(11–9), 3–6 |

## Finále na okruhu WTA Tour

### Čtyřhra: 25 (14–11)
| Legenda                                        |
| ---------------------------------------------- |
| Grand Slam (0–2)                               |
| Turnaj mistryň (0)                             |
| WTA Elite Trophy (1–0)                         |
| Premier Mandatory & Premier 5 / WTA 1000 (2–4) |
| Premier / WTA 500 (6–2)                        |
| International / WTA 250 (5–3)                  |

| Stav       | č.  | datum             | turnaj                                | povrch    | spoluhráčka        | soupeřky ve finále                             | výsledek              |
| ---------- | --- | ----------------- | ------------------------------------- | --------- | ------------------ | ---------------------------------------------- | --------------------- |
| Finalistka | 1.  | 23. září 2007     | Peking, Čína                          | tvrdý     | Chan Sin-jün       | Čuang Ťia-žung Sie Šu-wej                      | 6–7(3–7), 3–6         |
| Finalistka | 2.  | 28. září 2008     | Peking, Čína                          | tvrdý     | Chan Sin-jün       | Anabel Medina Garrigues Caroline Wozniacká     | 1–6, 3–6              |
| Vítězka    | 1.  | 22. září 2013     | Soul, Jižní Korea                     | tvrdý     | Čan Ťin-wej        | Raquel Kops-Jonesová Abigail Spearsová         | 7–5, 6–3              |
| Vítězka    | 2.  | 9. srpna 2015     | Stanford, USA                         | tvrdý     | Čeng Saj-saj       | Anabel Medina Garrigues Arantxa Parra Santonja | 6–1, 6–3              |
| Vítězka    | 3.  | 18. října 2015    | Tchien-ťin, Čína                      | tvrdý     | Čeng Saj-saj       | Darija Juraková Nicole Melicharová             | 6–2, 3–6, [10–8]      |
| Finalistka | 3.  | 9. ledna 2016     | Šen-čen, Čína                         | tvrdý     | Čeng Saj-saj       | Vania Kingová Monica Niculescuová              | 1–6, 4–6              |
| Finalistka | 4.  | 16. října 2016    | Tchien-ťin, Čína                      | tvrdý     | Magda Linetteová   | Christina McHaleová Pcheng Šuaj                | 6–7(8–10), 0–6        |
| Vítězka    | 4.  | 6. listopadu 2016 | Ču-chaj, Čína                         | tvrdý (h) | İpek Soyluová      | Jang Čao-süan Jou Siao-ti                      | 6–4, 3–6, [10–7]      |
| Vítězka    | 5.  | 2. dubna 2017     | Miami, Spojené státy                  | tvrdý     | Gabriela Dabrowská | Sania Mirzaová Barbora Strýcová                | 6–4, 6–3              |
| Vítězka    | 6.  | 26. srpna 2017    | New Haven, Spojené státy              | tvrdý     | Gabriela Dabrowská | Ashleigh Bartyová Casey Dellacquová            | 3–6, 6–3, [10–8]      |
| Vítězka    | 7.  | 12. ledna 2018    | Sydney, Austrálie                     | tvrdý     | Gabriela Dabrowská | Latisha Chan Andrea Sestini Hlaváčková         | 6–3, 6–1              |
| Vítězka    | 8.  | 30. června 2018   | Eastbourne, Spojené království        | tráva     | Gabriela Dabrowská | Irina-Camelia Beguová Mihaela Buzărnescuová    | 6–3, 7–5              |
| Finalistka | 5.  | 7. října 2014     | Peking, Čína                          | tvrdý     | Gabriela Dabrowská | Andrea Sestini Hlaváčková Barbora Strýcová     | 6–4, 4–6, [8–10]      |
| Finalistka | 6.  | 11. května 2019   | Madrid, Španělsko                     | antuka    | Gabriela Dabrowská | Sie Šu-wej Barbora Strýcová                    | 3–6, 1–6              |
| Vítězka    | 9.  | 25. května 2019   | Norimberk, Německo                    | antuka    | Gabriela Dabrowská | Sharon Fichmanová Nicole Melicharová           | 4–6, 7–6(7–5), [10–5] |
| Finalistka | 7.  | 14. července 2019 | Wimbledon, Londýn, Spojené království | tráva     | Gabriela Dabrowská | Barbora Strýcová Sie Šu-wej                    | 2–6, 4–6              |
| Vítězka    | 10. | 18. ledna 2020    | Adelaide, Austrálie                   | tvrdý     | Nicole Melicharová | Gabriela Dabrowská Darija Juraková             | 2–6, 7–5, [10–5]      |
| Finalistka | 8.  | 29. srpna 2020    | New York, Spojené státy               | tvrdý     | Nicole Melicharová | Květa Peschkeová Demi Schuursová               | 1–6, 6–4, [4–10]      |
| Finalistka | 9.  | 11. září 2020     | US Open, New York, Spojené státy      | tvrdý     | Nicole Melicharová | Laura Siegemundová Věra Zvonarevová            | 4–6, 4–6              |
| Finalistka | 10. | 13. března 2021   | Dubaj, SAE                            | tvrdý     | Jang Čao-süan      | Alexa Guarachiová Darija Juraková              | 0–6, 3–6              |
| Vítězka    | 11. | 19. března 2022   | Indian Wells, Spojené státy           | tvrdý     | Jang Čao-süan      | Asia Muhammadová Ena Šibaharaová               | 7–5, 7–6(7–4)         |
| Vítězka    | 12. | 7. srpna 2022     | San José, Spojené státy               | tvrdý     | Jang Čao-süan      | Šúko Aojamová Čan Chao-čching                  | 7–5, 6–0              |
| Vítězka    | 13. | 27. května 2023   | Štrasburk, Francie                    | antuka    | Jang Čao-süan      | Desirae Krawczyková Giuliana Olmosová          | 6–3, 6–2              |
| Finalistka | 11. | 25. května 2024   | Rabat, Maroko                         | antuka    | Anna Danilinová    | Irina Chromačovová Jana Sizikovová             | 3–6, 2–6              |
| Vítězka    | 14. | 24. srpna 2024    | Cleveland, Spojené státy              | tvrdý     | Cristina Bucșová   | Šúko Aojamová Eri Hozumiová                    | 3–6, 6–3, [10–6]      |

## Finále série WTA 125
| Legenda       |
| ------------- |
| WTA 125 (1–1) |

### Čtyřhra: 2 (1–1)
| Stav       | č. | datum             | turnaj           | povrch | spoluhráčka   | soupeřky ve finále               | výsledek      |
| ---------- | -- | ----------------- | ---------------- | ------ | ------------- | -------------------------------- | ------------- |
| Vítězka    | 1. | 3. listopadu 2013 | Nan-king, Čína   | tvrdý  | Misaki Doiová | Čang Šuaj Jaroslava Švedovová    | 6–1, 6–4      |
| Finalistka | 1. | 27. července 2014 | Nan-čchang, Čína | tvrdý  | Čan Ťin-wej   | Džunri Namigatová Čuang Ťia-žung | 6–7(4–7), 3–6 |

## Finále na okruhu ITF
| Dotace turnajů okruhu ITF | Dotace turnajů okruhu ITF |
| ------------------------- | ------------------------- |
| 100 000 $ tournaments     | 80 000 $ tournaments      |
| 75 000 $ tournaments      | 60 000 $ tournaments      |
| 50 000 $ tournaments      | 25 000 $ tournaments      |
| 15 000 $ tournaments      | 10 000 $ tournaments      |

### Dvouhra: 6 (1–5)
| Stav       | č. | datum             | turnaj               | povrch    | soupeřka ve finále | výsledek      |
| ---------- | -- | ----------------- | -------------------- | --------- | ------------------ | ------------- |
| Finalistka | 1. | 13. května 2007   | Čcheng-tu, Čína      | tvrdý     | Čang Šuaj          | 2–6, 3–6      |
| Finalistka | 2. | 25. dubna 2010    | Čangwon, Jižní Korea | tvrdý     | Lee Jin-a          | 6–3, 4–6, 2–6 |
| Finalistka | 3. | 23. května 2010   | Karuizawa, Japonsko  | koberec   | Nacumi Hamamurová  | 1–6, 2–6      |
| Vítězka    | 1. | 21. dubna 2014    | Nanking, Čína        | tvrdý     | Čan Jung-žan       | 6–3, 7–6(7–1) |
| Finalistka | 4. | 26. května 2014   | Čeng-čou, Čína       | tvrdý     | Čang Kchaj-lin     | 5–7, 4–6      |
| Finalistka | 5. | 14. července 2014 | Phuket, Thajsko      | tvrdý (h) | Wang Ja-fan        | 6–3, 2–6, 5–7 |

### Čtyřhra (21 titulů)
| č.  | datum             | turnaj                         | povrch | spoluhráčka           | soupeřky ve finále                      | výsledek                |
| --- | ----------------- | ------------------------------ | ------ | --------------------- | --------------------------------------- | ----------------------- |
| 1.  | 13. května 2006   | Tarakan, Indonésie             | tvrdý  | Sia Chuan             | Sandy Gumuljaová Septi Mendeová         | 6–2, 6–7(6–7), 7–6(7–5) |
| 2.  | 8. června 2007    | Čchang-ša, Čína                | tvrdý  | Lej Chuang            | Čan Ťin-wej Kumiko Iidžimová            | 6–3, 6–4                |
| 3.  | 16. června 2007   | Kanton, Čína                   | tvrdý  | Lej Chuang            | Čchen Jen-čchung Čou I-miao             | 6–2, 7–6(7–4)           |
| 4.  | 2. prosince 2007  | Sia-men, Čína                  | tvrdý  | Chan Sin-jün          | Ťi Čchun-mej Sun Šeng-nan               | 6–4, 7–5                |
| 5.  | 16. května 2008   | Caserta, Itálie                | antuka | Chan Sin-jün          | Sophie Ferguson Christina Wheeler       | 4–6, 6–4, [10–8]        |
| 6.  | 7. června 2009    | Komoro, Japonsko               | antuka | Čang Šuaj             | Ajumi Oková Varatčaja Vongteančajová    | 6–2 6–1                 |
| 7.  | 15. ledna 2010    | Pching-kuo, Čína               | tvrdý  | Čan Ťin-wej           | Ťi Čchun-mej Liou Wan-tching            | 6–3, 6–1                |
| 8.  | 21. února 2010    | Surprise, Spojené státy        | tvrdý  | Ťi Čchun-mej          | Christina Fusanová Courtney Nagleová    | 5–7, 6–2, [10–5]        |
| 9.  | 6. března 2010    | Hammond, Spojené státy         | tvrdý  | Čou I-miao            | Christina Fusanová Courtney Nagleová    | 6–2, 6–2                |
| 10. | 14. března 2010   | Clearwater, Spojené státy      | tvrdý  | Čou I-miao            | Alina Židkovová Laura Siegemundová      | 6–4, 6–4                |
| 11. | 16. května 2010   | Kurume, Japonsko               | tráva  | Sun Šeng-nan          | Karolína Plíšková Kristýna Plíšková     | 6–0, 6–3                |
| 12. | 9. července 2010  | Fu-čou, Čína                   | tvrdý  | Liou Šao-čuo          | Kchao Šao-Jüan Ajaka Maekawová          | 3–6, 6–1, [10–2]        |
| 13. | 21. května 2012   | Čangwon, Jižní Korea           | tvrdý  | Liou Wan-tching       | Jang Čao-süan Čang Kchaj-lin            | 6–4, 7–5                |
| 14. | 21. května 2012   | Kimčchon, Jižní Korea          | tvrdý  | Chu Jüe-Jüe           | Liang Čchen Sun Šeng-nan                | 6–0, 3–6, [10–7]        |
| 15. | 16. července 2012 | Evansville, Spojené státy      | tvrdý  | Tuan Jing-jing        | Mallory Burdetteová Natalie Pluskotová  | 6–2, 6–3                |
| 16. | 29. července 2012 | Lexington, Spojené státy       | tvrdý  | Šúko Aojamová         | Julia Glušková Olivia Rogowská          | 7–5, 6–7(7–9), 10–4     |
| 17. | 16. února 2014    | Rancho Santa Fe, Spojené státy | tvrdý  | Samantha Crawfordová  | Danielle Laová Keri Wongová             | 3–6, 6–2, [12–10]       |
| 18. | 3. března 2014    | Kanton, Čína                   | tvrdý  | Čan Ťin-wej           | Sun C'-jüe Sü Š'-lin                    | 7–6(7–4), 6–1           |
| 19. | 27. dubna 2015    | Gifu, Japonsko                 | tvrdý  | Wang Ja-fan           | An-Sophie Mestachová Emily Webley-Smith | 6–2, 6–3                |
| 20. | 8. května 2015    | An-ning, Čína                  | tvrdý  | Čeng Saj-saj          | Jang Čao-süan Jie Čchiou-jü             | 7–5, 6–2                |
| 21. | 21. června 2015   | Ilkley, Spojené království     | tráva  | Ioana Raluca Olaruová | An-Sophie Mestachová Demi Schuursová    | 6–3, 6–4                |